# Білогорівка (Бахмутський район)
Білого́рівка — село Соледарської міської громади Бахмутського району Донецької області в Україні. Відстань до райцентру становить близько 25 км і проходить автошляхом Т 1302.

## Історія
За даними 1859 року — село Білогірське, панське село, над річкою Суха Плотва́, 18 господарських дворів, 156 осіб.
Інша назва селища - Яблунське (д. Яблонская). Так його в народі називали і дотепер. Та й навіть в переліку населених пунктів Бахму́тського повіту за 1911 р., в Комишуваській волості числиться село Білогорівка (Яблунське), де вже налічувалось 55 дворів, 832 душі, і навіть вказано розряд селян - «бывшие помещичьи». 
За радянських часів місцеві мешканці могли спостерігати, як на річці Суха Плотва будують невеличку греблю, внаслідок якого, згодом, був утворений ставок, який в народі називали «Яблунський ставок».
26 травня 1948 року над селом промчав смерч, діаметр якого в основі становив близько 30 м. Смерч обрушився на пасажирський потяг та скинув 7 вагонів із полотна залізниці.

### Російсько-українська війна
Станом на початок травня 2022 року відрізок дороги Т 1302 Лисичанськ — Бахмут став відігравати стратегічно важливу роль, адже це єдиний шлях, що сполучав вільні населені пункти Луганської області з рештою країни.
25 травня 2022 року російським загарбникам вдалось вийти на трасу Бахмут — Лисичанськ у районі сіл Нагірне та Білогорівка. Росіяни прагнули закріпитись та розширити зону прориву задля досягнення оперативного оточення українських військ у районах Сєвєродонецька та Лисичанська, адже залишався тільки один другорядний шлях постачання.
7 лютого 2023 року окупанти обстріляли село